# Aeroport de Cangamba
L'aeroport de Cangamba (codi IATA: CNZ, codi OACI: ---) és un aeroport que serveix Cangamba, una vila de la província de Moxico a Angola.